# Markieff Morris
Markieff Morris (* 2. September 1989 in Philadelphia, Pennsylvania) ist ein US-amerikanischer Basketballspieler. Er spielt seit der Saison 2011/12 in der National Basketball Association (NBA) und steht bei den Los Angeles Lakers unter Vertrag.

## Karriere
Markieff Morris spielte gemeinsam mit seinem Bruder Marcus drei Jahre für die University of Kansas. Im NBA-Draftverfahren wurde er an 13. Stelle, einen Platz vor seinem Bruder von den Phoenix Suns ausgewählt.

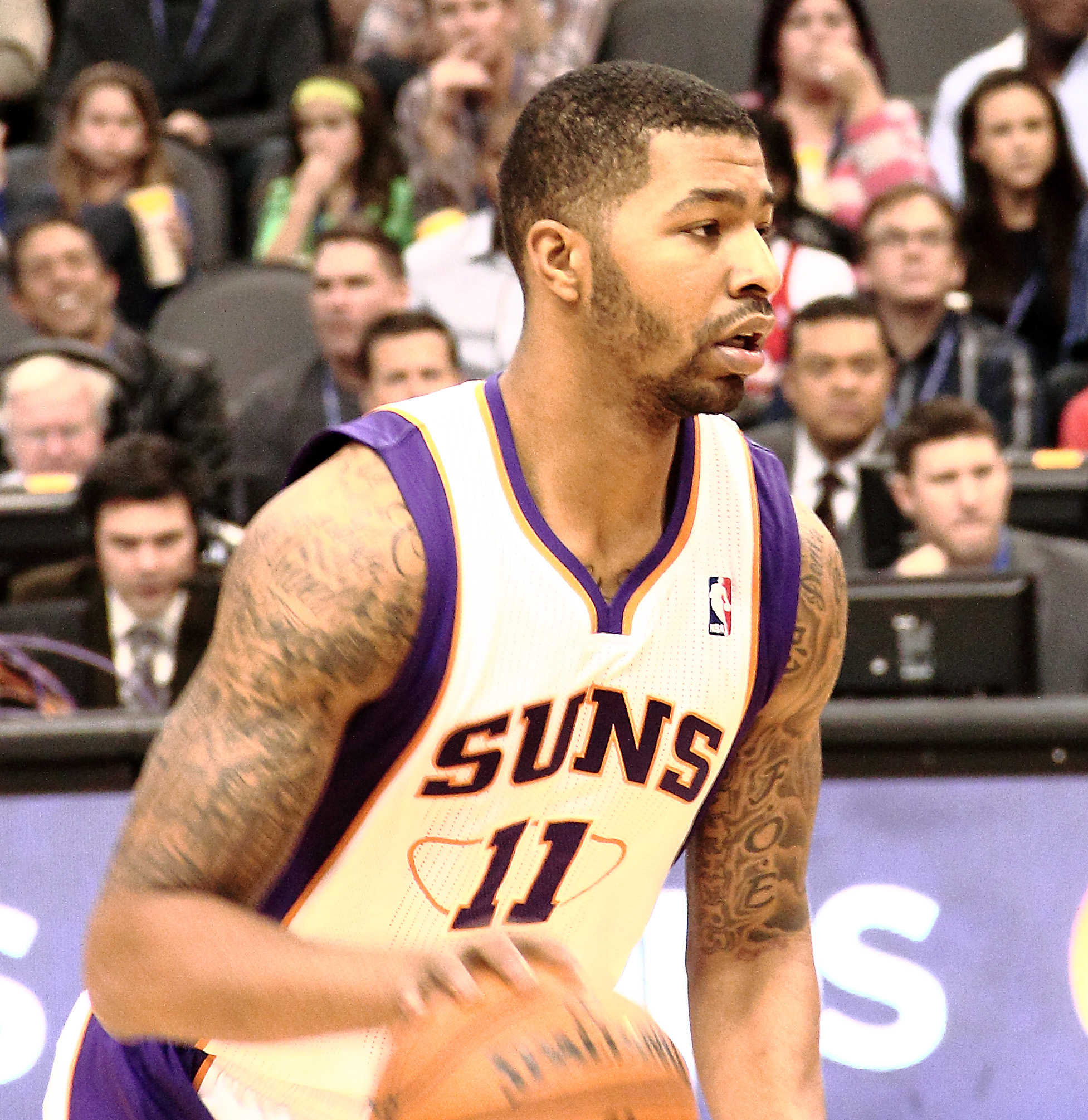
Morris bei den Suns (2012)

In seinem ersten Jahr in Phoenix erzielte Morris 7,4 Punkte und 4,4 Rebounds pro Spiel. Im Laufe der Saison 2012/13 wurde sein Bruder von den Houston Rockets verpflichtet. Damit waren sie nach Tom und Dick Van Arsdale erst das zweite Zwillingspaar, das gemeinsam für dieselbe NBA-Mannschaft spielte (Brook und Robin Lopez, ebenfalls Zwillinge, die einige Jahre vor den Morris-Brüdern in die NBA kamen, spielten zunächst in verschiedenen Mannschaften, erst ab 2019 dann gemeinsam für die Milwaukee Bucks). Sein zweites NBA-Jahr schloss Morris mit 8,2 Punkten und 4,8 Rebounds ab.
Morris verbesserte sich über die nächsten zwei Jahre weiterhin, so dass er in seinem vierten Jahr durchschnittlich 15,3 Punkte, 6,2 Rebounds und 2,5 Assists erzielte. Vor der Saison 2015/16 wurde sein Bruder Marcus Morris an die Detroit Pistons abgegeben, was Markieff Morris missfiel.

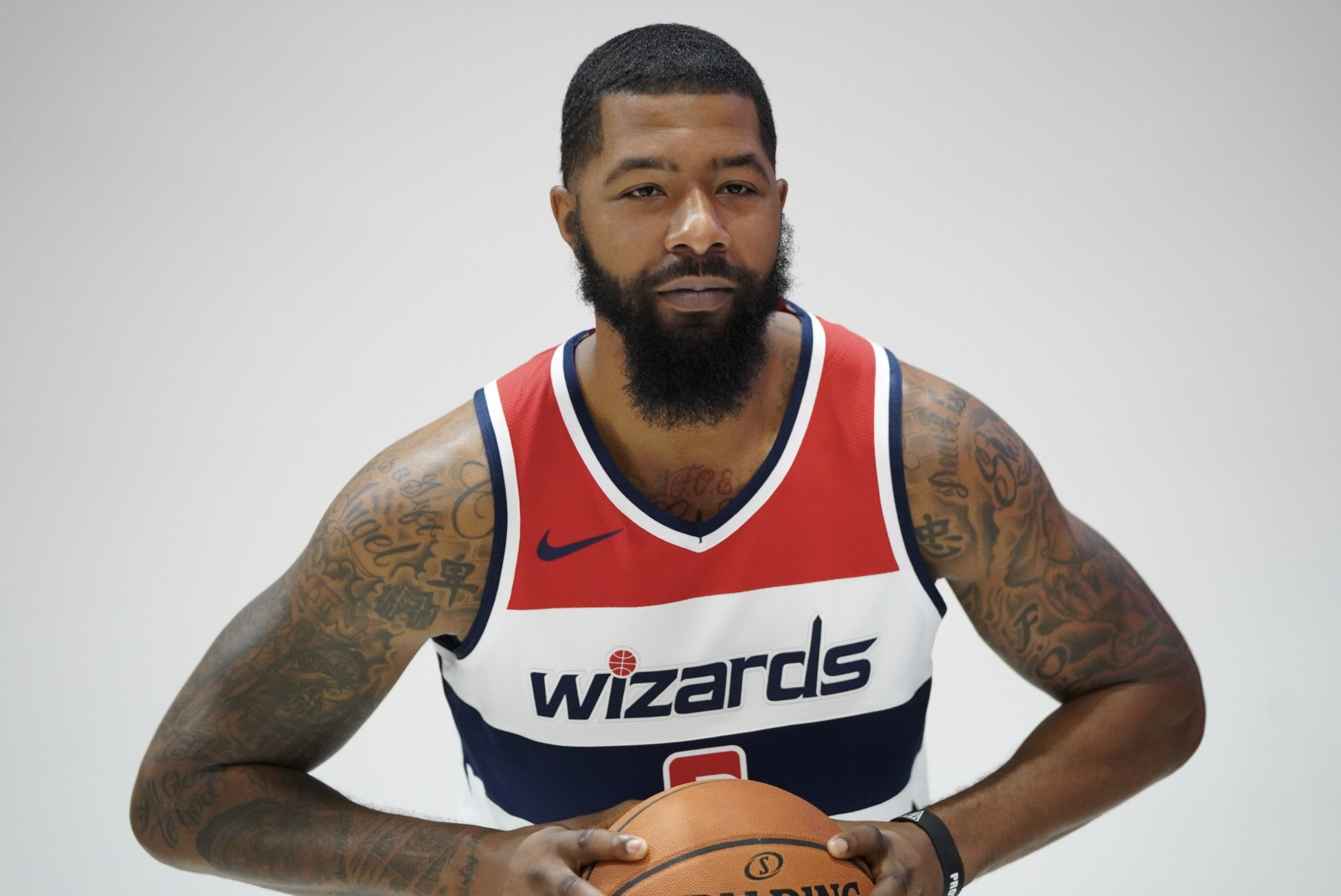
Markieff Morris (2018)

Er brachte in der Folge Unruhe in die Mannschaft, sodass er im Februar 2016 zu den Washington Wizards transferiert wurde. Mit den Wizards erreichte er 2017 und 2018 die Playoffs. Während der Playoffs 2017 verletzte sich Morris am Knöchel, stand jedoch wenige Tage später wieder ohne sichtbare Einschränkungen auf dem Spielfeld. Die Medien spekulierten deshalb, er habe seinen Zwillingsbruder Marcus spielen lassen. Dies habe, so Morris selbst, im Jahre 2013 schon einmal funktioniert.
Nach etwa der Hälfte der Saison 2018/19 wurde Morris zu den Oklahoma City Thunder transferiert, mit denen er ebenfalls die Playoffs erreichte, jedoch musste er die Mannschaft schon nach nur einem halben Jahr wieder verlassen.
In der Folgesaison spielte er zunächst für die Detroit Pistons, ehe sein Vertrag aufgelöst wurde und er im Februar von den Los Angeles Lakers unter Vertrag genommen wurde. Kurze Zeit vorher hatte sich sein Bruder Marcus dem Stadtrivalen Los Angeles Clippers angeschlossen. Nach Stationen bei den Miami Heat und den Brooklyn Nets wechselte Morris im Februar 2023 zusammen mit Kyrie Irving zu den Dallas Mavericks.
Anfang Februar 2025 gaben die Texaner Morris ebenso wie Luka Dončić und Maximilian Kleber an die Los Angeles Lakers ab.

## Karriere-Statistiken

### NBA

#### Hauptrunde
| Saison  | Team              | GP  | GS  | MPG  | FG % | 3P % | FT %  | RPG | APG | SPG | BPG | PPG  |
| ------- | ----------------- | --- | --- | ---- | ---- | ---- | ----- | --- | --- | --- | --- | ---- |
| 2011–12 | Phoenix           | 63  | 7   | 19.5 | .399 | .347 | .717  | 4.4 | 1.0 | 0.7 | 0.7 | 7.4  |
| 2012–13 | Phoenix           | 82  | 32  | 22.4 | .407 | .336 | .732  | 4.8 | 1.3 | 0.9 | 0.8 | 8.2  |
| 2013–14 | Phoenix           | 81  | 0   | 26.6 | .486 | .315 | .792  | 6.0 | 1.8 | 0.8 | 0.6 | 13.8 |
| 2014–15 | Phoenix           | 82  | 82  | 31.5 | .465 | .318 | .763  | 6.2 | 2.3 | 1.2 | 0.5 | 15.3 |
| 2015–16 | Phoenix           | 37  | 24  | 24.8 | .397 | .289 | .717  | 5.2 | 2.4 | 0.9 | 0.5 | 11.6 |
| 2015–16 | Washington        | 27  | 21  | 26.4 | .467 | .316 | .764  | 5.9 | 1.4 | 0.9 | 0.6 | 12.4 |
| 2016–17 | Washington        | 76  | 76  | 31.2 | .457 | .362 | .837  | 6.5 | 1.7 | 1.1 | 0.6 | 14.0 |
| 2017–18 | Washington        | 73  | 73  | 27.0 | .480 | .367 | .820  | 5.6 | 1.9 | 0.8 | 0.5 | 11.5 |
| 2018–19 | Washington        | 34  | 15  | 26.0 | .436 | .333 | .781  | 5.1 | 1.8 | 0.7 | 0.6 | 11.5 |
| 2018–19 | Oklahoma          | 24  | 1   | 16.1 | .391 | .339 | .737  | 3.8 | 0.8 | 0.5 | 0.1 | 6.5  |
| 2019–20 | Detroit           | 44  | 16  | 22.5 | .450 | .397 | .772  | 3.9 | 1.6 | 0.6 | 0.3 | 11.0 |
| 2019–20 | L.A. Lakers       | 14  | 1   | 14.2 | .406 | .333 | .833  | 3.2 | 0.6 | 0.4 | 0.4 | 5.3  |
| 2020–21 | L.A. Lakers       | 61  | 27  | 19.7 | .405 | .311 | .720  | 4.4 | 1.2 | 0.4 | 0.3 | 6.7  |
| 2021–22 | Miami             | 17  | 1   | 17.5 | .474 | .333 | .889  | 2.6 | 1.4 | 0.4 | 0.1 | 7.6  |
| 2022–23 | Brooklyn / Dallas | 35  | 2   | 10.1 | .409 | .394 | 1.000 | 2.0 | 0.9 | 0.3 | 0.1 | 3.8  |
| Gesamt  | Gesamt            | 750 | 378 | 24.1 | .446 | .343 | .778  | 5.0 | 1.6 | 0.8 | 0.5 | 10.6 |

Stand: Ende der Saison 2021–22

#### Playoffs
| Saison  | Team        | GP | GS | MPG  | FG % | 3P % | FT % | RPG | APG | SPG | BPG | PPG  |
| ------- | ----------- | -- | -- | ---- | ---- | ---- | ---- | --- | --- | --- | --- | ---- |
| 2016–17 | Washington  | 13 | 13 | 28.7 | .407 | .368 | .806 | 6.4 | 1.7 | 0.9 | 1.3 | 12.1 |
| 2017–18 | Washington  | 6  | 6  | 30.2 | .490 | .167 | .900 | 7.5 | 1.7 | 0.7 | 0.8 | 9.8  |
| 2018–19 | Oklahoma    | 5  | 0  | 11.8 | .313 | .286 | .778 | 2.6 | 1.0 | 0.2 | 0.6 | 3.8  |
| 2019–20 | L.A. Lakers | 21 | 2  | 18.3 | .449 | .420 | .778 | 3.0 | 1.0 | 0.3 | 0.1 | 5.9  |
| 2020–21 | L.A. Lakers | 4  | 1  | 9.5  | .222 | .250 | .667 | 1.0 | 0.8 | 0.0 | 0.3 | 2.3  |
| 2021–22 | Miami       | 2  | 0  | 1.7  | .000 | .000 | .000 | 0.5 | 0.0 | 0.0 | 0.0 | 0.0  |
| Gesamt  | Gesamt      | 51 | 22 | 20.4 | .421 | .369 | .800 | 4.1 | 1.2 | 0.5 | 0.6 | 7.2  |